# Hofteben
Hoftebenet er en parret, sammensat knoglestruktur bestående af de 3 hofteknogler: tarmbenet, sædebenet og kønsbenet. Knoglen er indtil puberteten adskilt i sine 3 bestanddele, men vokser sammen i løbet af pubertet.
De to hofteben binder sammen foradtil i hoftesymfysen, hvor en symfysedisk (lignende dem i rygsøjlen) danner bro imellem dem, stabiliseret af ligamenter. Bagtil er hoftebenet krafigt tilhæftet os sacrum og halebenet via stærke bindevævsstrøj og tilsammen danner de knogleafgrænsingningen af bækkenhulen.

## Struktur
Hoftebenet består af tre individuelle knogler som vokser sammen i løbet af puberteten. Hele knoglen har en høj form, med øvredelen formet lidt ligesom opsatsen fra en elg med den store 'vinge' fra tarmbenet. Undersiden nogenlunde torus formet, og udgøres af sædebenet og skambenet. De to undersider mødes i midten for at danne hoftesymfysen.

### Tarmbenet
Tarmbenet udgør størstedelen af lateralsiden, samt dorsalfladen af hoftebenet. Det er en stor, vingeformet knogle med et stort ledkammer på dens antero-inferiore kant, som danner 2/3 af acetabulum, som er ledskål for femur. Tarmbenet er den primære aktør i binding til korsbenet via articulatio sacroiliaca, et ekstremt stramt ægte led med forstærkende led.
Yderligere ligamenter der binder tarmbenet til rygsøjlen er:
- Ligamentum sacroiliacum posterius som danner takkede strøj imellem den superiore del af corpus ossus illi på tarmebenet og crista sacralis mediana på korsbenet. Ligamentet har et ekstra, nedre blad, som danner et omvendt Y-formet strøj imellem spina iliaca posterior inferior, ligamentum sacrotuberale og enden af korsbenet.
- Ligamentum sacroiliacum anterius, et vifteformet ligament der går fra lateralsiden af L05, dens diskus og den allerøverste del af korsbenet til området på tarmbenet direkte modsat dette.
- Ligamentum iliolumbale, et sidelæns V imellem tværtappen fra L05 og tarmbenet.

Derudover er tarmbenet også hovedbindingssted for en af hofteleddets forstærkende ligamenter, ligamentum iliofemorale.
| Muskel                         | Placering på tarmbenet                                   | Bevægelse                                                               | Rolle                         |
| ------------------------------ | -------------------------------------------------------- | ----------------------------------------------------------------------- | ----------------------------- |
| M. rectus femoris              | Spina iliaca anterior inferior                           | Strækker knæet, bøjer hoften.                                           | Udspringspunkt.               |
| M. sartorius                   | Spina iliaca anterior superior                           | Bøjer, abducerer og udadroterer låret. Kompleks bevægelse.              | Udspringspunkt.               |
| M. obliquus externus abdominis | Langs hele hoftekammen.                                  | Strammer maven og sammenpresser indre organer.                          | Del af insertionspunkt.       |
| M. obliquus internus abdominis | Langs hele hoftekammen, medialt for obliquus externus.   | Nogenlunde det samme som obliquus externus.                             | Del af udspringspunkt.        |
| M. transversus abdominis       | Langs hele hoftekammen, medialt for obliquus internus.   | Nogenlunde det samme som obliquus externus.                             | Del af udspringspunkt.        |
| M. quadratus lumborum          | Dorsalsiden af hoftekammen.                              | Kompleks stabilisator af rygsøjlen.                                     | En af mange udspringspunkter. |
| M. iliocostalis lumborum       | Lige dorsalt for quadratus lumborum på hoftekammen.      | Strækker, sidebøjer og roterer rygsøjlen.                               | En af to udspringspunkter.    |
| M. gluteus maximus             | Bagsiden af knoglen.                                     | Kraftig hoftestrækker, abduktor og lateralrotator.                      | Del af udspringspunkt.        |
| M. gluteus medius              | Lateralfladen af tarmbenets vinge.                       | Abducerer låret og stabiliserer hoften.                                 | Udspringspunkt.               |
| M. gluteus minimus             | Lateralfladen af tarmbenets vinge, under gluteus medius. | Abducerer låret og stabliserer hoften.                                  | Udspringspunkt.               |
| M. tensor fascia lata          | Spina iliaca anterior superior                           | Strammer fascia lata og abducerer og indadroterer låret.                | Udspringspunkt.               |
| M. iliacus                     | Fossa iliaca                                             | Bøjer hoften i stående stilling, bøjer overkroppen i siddende stilling. | Udspringspunkt.               |

### Sædebenet
Den nederste del af hoftebenet består udelukkende af sædebenet, som er en nærmest krogformet. Den danner foramen obturatum med skambenet samt acetabulum med tarmbenet og skambenet tilsammen.
Den danner bindevævsforbindelser til tarmbenet og rygsøjlen via ligamentum sacrotuberale og det nedre blad af ligamentum sacroiliacum posterius. Derudover har den også sin egen forbindelse til korsbenet og halebenet via ligamentum sacrospinale. Til hofteleddet er sædebenet bindested for ligamentum ischiofemorale som strækker sig imellem denne og lårbensknoglen.
I kvinder er knoglen desuden bindestæd for en række kønsspecifikke membraner og ligamenter forbundet med stabilisering af livmoderen.
| Muskel                               | Placering på sædeben                                  | Bevægelse                                                      | Rolle                         |
| ------------------------------------ | ----------------------------------------------------- | -------------------------------------------------------------- | ----------------------------- |
| M. obturatorius externus             | Forsiden af foramen obturatus.                        | Roterer låret og stabiliserer hoften.                          | Del af udspringspunkt.        |
| M. iliococcygeus                     | Spina ischiadica samt senen af obturatorius externus. | Oretholder bækkenorganerenes stilling (del af levator ani).    | Udspringspunkt.               |
| M. coccygeus                         | Spina ischiadica.                                     | Trækker halebenet fremad under fødsel og afføring.             | En ud af to udspringspunkter. |
| M. gemellus superior                 | Lateralsiden af spina ischiadica.                     | Roterer, adducerer og strækker hofteleddet.                    | Udspringspunkt.               |
| M. adductor magnus                   | Undersiden af sædebenet.                              | Adducerer låret voldsomt, samt roterer det indad.              | Del af udspringspunkt.        |
| M. transversus perinei superficialis | Tuber ischiadicum.                                    | Trækker i mellemkødet.                                         | Udspringspunkt.               |
| M. ischiocavernosus                  | Arcus pubicus                                         | Tømmer urinrøret i kvinder, sammenpresse vener i penis i mænd. | Del af udspringspunkt.        |
| M. transversus perinei profundus     | Undersiden af sædebenet.                              | Stabliserer mellemkødets sene.                                 | Udspringspunkt.               |
| M. quadratus femoris                 | Tuber ischiadicum.                                    | Roterer hoften udad, samt adducerer denne.                     | Udspringspunkt.               |
| M. biceps femoris, caput longum      | Tuber ischiadicum.                                    | Bøjer knæet og roterer underbenet udad. Strækker hoften.       | Udspringspunkt.               |
| M. semimembranosus                   | Tuber ischiadicum.                                    | Bøjer knæet, roterer benet indad.                              | Udspringspunkt.               |
| M. gemellus inferior                 | Tuber ischiadicum.                                    | Udadroterer, adducerer og strækker hofteleddet.                | Udspringspunkt.               |

### Skambenet
Den nederste forside af hoftebenet udgøres af skambenet, os pubis. De to skamben er bundet til hinanden via symphysis pubica, hoftesymfysen og har dermed en vigtig stabiliseringsrolle i den øvrige knogle. Hoftesymfysen stabiliseres yderligere af ligamentum arcuatum pubis som dannet et bueformet strøj under symfysen, fra skamben til skamben. Desuden også det mindre ligamentum pubicum superius, som ligger fladt imellem oversiden af begge knogler.
Linea alba binder sig til hoftesymfysen og derfor også skambenene og ligamentum pubofemorale forbinder lårbensknoglen og skambenene også.
| Muskel                         | Placering på skamben                        | Bevægelse                                                             | Rolle                                   |
| ------------------------------ | ------------------------------------------- | --------------------------------------------------------------------- | --------------------------------------- |
| M. rectus femoris, højre hoved | Allerøverst, lige over hofteleddet.         | Strækker knæet og bøjer hoften.                                       | En ud af to udspringspunkter.           |
| M. psoas minor                 | Medialt for hofteleddet.                    | Bøjer maven.                                                          | En af mange insertionspunkter.          |
| M. obliquus internus abdominis | Lige lateralt for crista pubis.             | Bøjer rygsøjlen lateralt og fremad. Sammenpresser fordøjelsesorganer. | En af mange insertionspunkter.          |
| M. rectus abdominis            | Crista pubis.                               | Bøjer rygsøjlen.                                                      | Udspringspunkt.                         |
| M. pyramidalis                 | Crista pubis og hoftesymfysen.              | Strammer linea alba.                                                  | Udspringspunkt.                         |
| M. transversus abdominis       | Crista pubis, foran rectus abdominis.       | Strammer maven og sammenpresser indre organer.                        | Bindingspunkt for insertionsaponeurose. |
| M. obliquus externus abdominis | Crista pubis, foran transversus abdominis.  | Nogenlunde samme som obliquus internus.                               | En af tre insertionspunkter.            |
| M. obturatorius internus       | Foramen obturatus                           | Roterer eller abducerer låret.                                        | Udspringspunkt.                         |
| M. pubococcygeus               | Mediale bagside af corpus.                  | Opretholder bækkenorganernes stilling (del af levator ani).           | Udspringspunkt.                         |
| M. puborectalis                | Samme som pubococcygeus, lidt mere medialt. | Samme som pubococcygeus.                                              | Udspringspunkt.                         |
| M. gracilis                    | Ramus inferior ossis pubis.                 | Abducerer låret. Bøjer og roterer knæet indad.                        | Del af udspringspunkt.                  |
| M. adductor brevis             | Nedre forside af skambenet                  | Adducerer låret voldsomt, roterer låret indad.                        | Udspringspunkt.                         |
| M. adductor longus             | Lige over adductor brevis.                  | Adducerer låret voldsomt, roterer låret indad.                        | Udspringspunkt.                         |
| M. obturatorius externus       | Forsiden af foramen obturatus.              | Roterer låret og stabiliserer hoften.                                 | Del af udspringspunkt.                  |
| M. pectineus                   | Crista obturatoria.                         | Adducerer og bøjer låret, samt roterer denne udad.                    | Udspringspunkt.                         |